# 大宮冬洋
大宮 冬洋（おおみや とうよう、1976年 - ）は日本のフリーライター。科学ジャーナリスト・サイエンスライターの大宮信光は父。

## 人物・経歴
埼玉県所沢市生まれ。東京都東村山市出身。父はサイエンスライターの大宮信光。武蔵境の高校を経て、一橋大学法学部卒業。大学では刑事政策の福田雅章教授のゼミに参加。2000年にファーストリテイリングに入社し、ユニクロ町田店及び青葉台東急スクエア店で勤務するも、1年で退社。父にライターになりたいと相談し、紹介された編集プロダクションで1年弱修行をする。2002年からフリーライターとして活動。2012年に大学の同級生と再婚し、妻の実家が経営する会社のある愛知県西尾市に近い同県蒲郡市に転居。江東区門前仲町の仕事場と行き来する生活を送る。

## 著書
- （大久保幸夫、畑谷圭子と共著）『３０代未婚男 (生活人新書)』NHK出版 (2006/6/10)
- （荻野進介と共著）『ダブルキャリア―新しい生き方の提案 (生活人新書)』日本放送出版協会 (2007/07)
- 『バブルの遺言』廣済堂出版 (2010/4/24)
- 『あした会社がなくなっても生きていく12の知恵〈ストーリー〉』ぱる出版 (2011/5/31)
- 『私たち「ユニクロ154番店」で働いていました。』ぱる出版 (2013/3/14)
- 『僕たちが結婚できない理由』日経BP社 (2014/12/3)
- 『人は死ぬまで結婚できる 晩婚時代の幸せのつかみ方』講談社+α新書 (2018/3/21)